# قلب خونین (گیاه)
قلب خونین یا  'قلب خونین مریم'  (نام علمی: Lamprocapnos spectabilis) یا (نام علمی: Dicentra spectabilis) نام یک گونه از گیاهان گلدار است. خاستگاه این گیاه چین و کره است و از قرن پانزدهم میلادی به ژاپن وارد شده‌است. گل این گیاه دو گلبرگ داخلی و دو گلبرگ خارجی دارد که قسمت اصلی گلبرگ‌های خارجی برآمده بوده و به رنگ‌های صورتی مایل به قرمز و سفید در ماه آوریل و ژوئن شکوفا می‌شود. گیاهی است چند ساله که بوتهٔ آن در حدود ۶۰- ۳۰ سانتیمتر ارتفاع دارد. گل به شکل قلب است و ممکن است یک شاخه تا حدود ۱۵ گل داشته باشد. رنگ برگ‌ها سبز مایل به سفید است. تکثیر گیاه از طریق تقسیم ریشه انجام می‌شود.
گیاهی دائمی و پایا و دارای شاخه گل‌های قلبی شکل شبیه گیره یا قفل گردن بند خانم‌ها به نظر می‌رسند. برگی‌های گل زینتی قلب خونین مریم سبز خاکستری بوده و شبیه برگ سرخس‌ها دارای بریدگی‌های بسیار است. رقمی از آن دارای گل‌های قرمز متمایل به صورتی است اما رقم‌ دیگر آن کوتاه‌تر بوده و دارای سرشاخه‌های گسترده به رنگ خاکستری آبی و گل‌های ارغوانی قلبی شکل است که بر بلندای ساقه‌های به ارتفاع ۳۰ سانتی‌متر قرار گرفته‌اند همچنین Lamprocapnos spectabilis 'Alba' گل آن کاملاً سفید است. این گیاه بوته خوبی برای پوشاندن سطح زمین است این گیاه خاکی مرطوب و محلی نیمه سایه و قطع شاخه‌های رنجور و ضعیف را دوست دارد. تکثیر و ازدیاد گیاه زینتی دیسان ترا از طریق کاشت بذر در اوائل پاییز در هوای آزاد و گرفتن قلمه ساقه یا قلمه ریشه، در بهار و پس از خاتمه گل دادن گیاه صورت می‌گیرد.

## نگارخانه

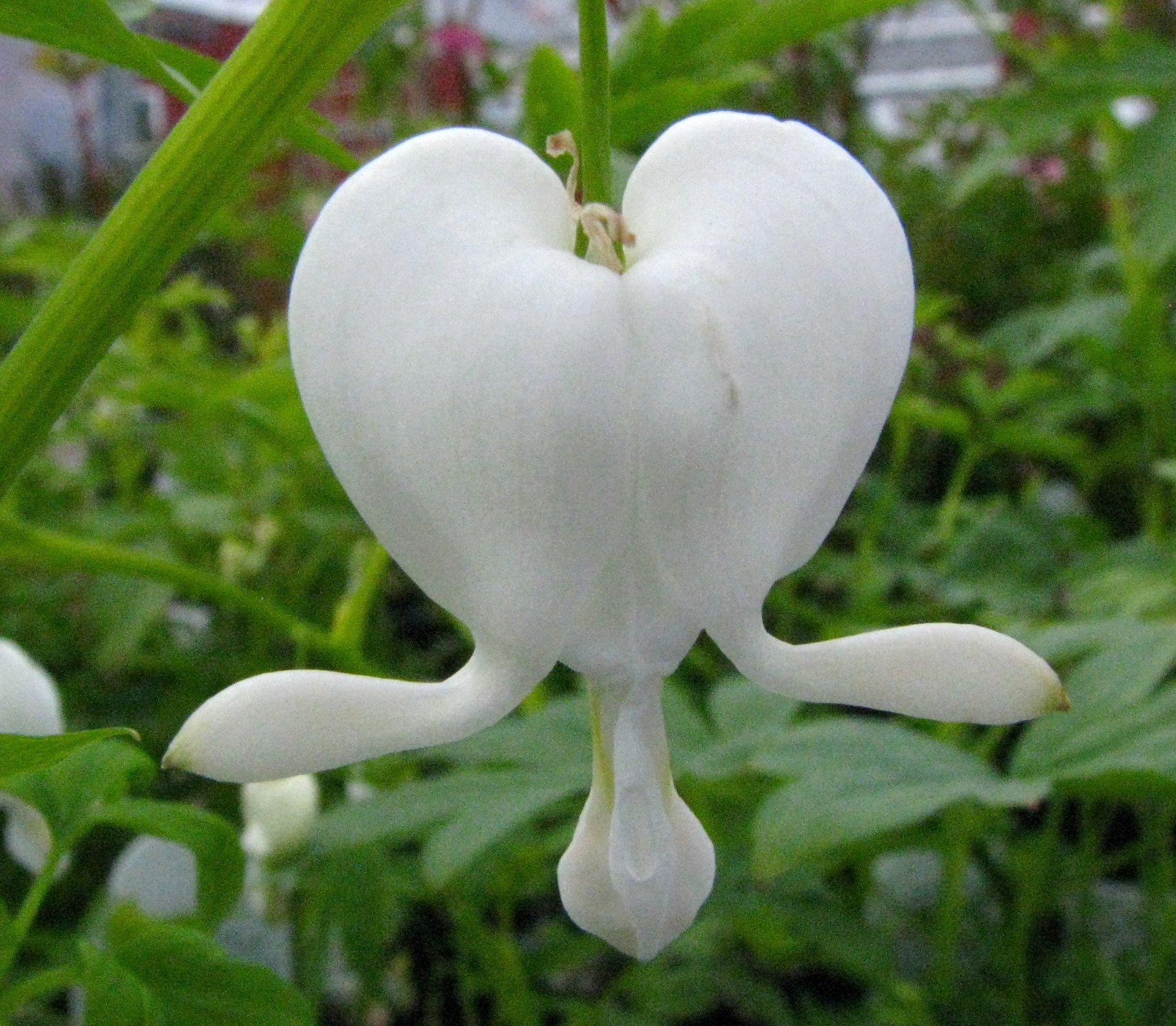
Lamprocapnos spectabilis 'Alba'
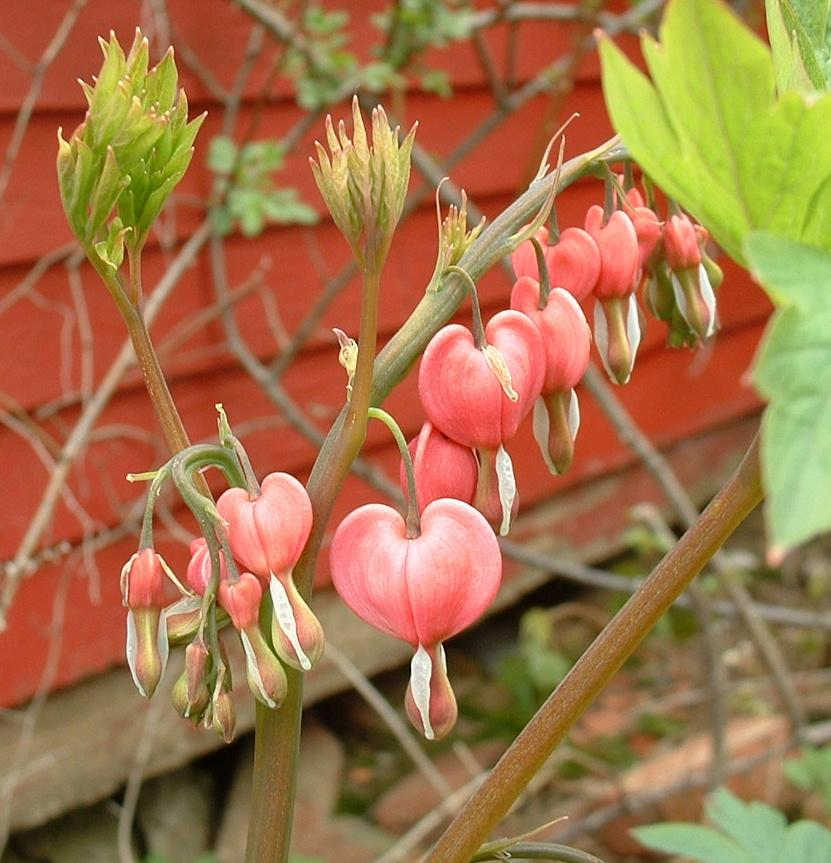